# I corvi (commedia)
I corvi (Les Corbeaux) è una commedia in quattro atti di Henry Becque, composta attorno al 1878 e rappresentata per la prima volta alla Comédie-Française di Parigi il 14 settembre 1882 e ripresa al Teatro dell'Odéon il 3 novembre 1897.
La pièce, avvicinabile per diversi aspetti della sua poetica al naturalismo francese, è incentrata su tematiche di carattere sociale. Protagonista è una famiglia borghese la cui fortuna economica e posizione sociale è improvvisamente compromessa dalla morte del capofamiglia, Monsieur Vigneron;  in seguito a questo episodio, sulla vedova e i suoi figli si avventano «i corvi», opportunisti che, approfittando dell'inesperienza e del dolore della famiglia, tentano di appropriarsi di tutti i suoi beni.

## Trama
La commedia si apre con una scena familiare ambientata nella ricca dimora parigina della famiglia Vigneron. Madame Vigneron, moglie dell'industriale Monsieur Vigneron, sta organizzando una cena alla quale sono invitati l'anziano Monsieur Teissier, socio in affari di Vigneron, Bourdon, notaio dei due imprenditori, Georges de Saint-Genis, promesso sposo di una delle tre figlie di Vigneron, sua madre Madame de Saint-Genis e i suoi testimoni di nozze, il generale Fromentin e Monsieur Lenormand. Monsieur Vigneron scherza con il figlio e le figlie, preoccupate per la sua salute, e nell'allegria generale dell'atmosfera manifesta soddisfazione per la condizione agiata che ha raggiunto grazie alla collaborazione con Teissier. Poco prima della cena tuttavia, colpito da un'apoplessia fulminante, Monsieur Vigneron muore.
Nel secondo atto, per la costernazione della famiglia (già addolorata per la perdita), si scopre poco alla volta che la fortuna di Monsieur Vigneron è molto più esigua di quanto si pensasse: egli guadagnava denaro, ma non possedeva riserve consistenti, e i suoi investimenti non hanno un valore sicuro in assenza dell'uomo che avrebbe dovuto tenerli sotto costante controllo per farli fruttare. Man mano che questo stato di cose viene alla luce, coloro che erano gli alleati della famiglia Vigneron la abbandonano al suo destino, e compaiono da ogni parte creditori spietati. «I corvi non tardano ad avventarsi sulla carcassa di Monsieur Vigneron». Teissier e Bourdon sembrano voler venire in aiuto della famiglia, ma la freddezza dei loro calcoli imprenditoriali adombra piuttosto la volontà di fare il proprio interesse anche a spese della vedova e dei suoi figli, che del resto si rivelano troppo ingenui per difendere i propri averi.
Dopo aver a lungo tramato, nel terzo atto la madre di Monsieur Saint-Genis riesce nell'intento di sabotare il matrimonio del proprio figlio Georges con Blanche Vigneron. Costei, distrutta dal dolore e disonorata, è sotto shock. La situazione precipita rapidamente, quando diviene chiaro che nemmeno i beni immobili lasciati da Vigneron (dei terreni e una fabbrica) basteranno a salvare le sorti della famiglia. È allora che Monsieur Teissier comincia a manifestare il proprio interesse per Marie Vigneron e le offre un matrimonio che toglierebbe lui dalla solitudine e lei (insieme alla sua famiglia) dalla prospettiva della miseria. Marie però, spaventata dall'ambiguità del vecchio, rifiuta la proposta.
All'inizio dell'ultimo atto, il sipario si leva su una scenografia che non rappresenta più un salone elegante e ben arredato, ma una dimora squallida e povera. La signora e le signorine Vigneron sopravvivono a pane e caffellatte, mentre Gaston Vigneron è partito soldato. Blanche non si è riavuta dallo shock. Infine, cedendo a pressioni che vengono un po' da ogni parte, Marie accetta di sposare Monsieur Teissier, che, nonostante le sue ambiguità, sembra pur sempre l'unica difesa contro la minaccia dei «corvi».

## Critica
I corvi è una commedia dai toni fortemente drammatici. Più critici hanno evidenziato il suo legame con la tradizione letteraria naturalista che ha in Émile Zola il suo più noto rappresentante: il testo ha infatti per protagonista non solo una serie di personaggi individualmente caratterizzati, ma anche (e forse persino soprattutto) l'insieme di relazioni sociali e di rapporti di potere di carattere economico che regolano i loro rapporti. Per Vittorio Lugli, «la commedia è un'opera rude, amara, balzacchiana [...] prima affermazione, non superata, del teatro naturalista»

## Edizioni a stampa
- (FR) Henry Becque, Les corbeaux: piece en quatre actes, Parigi, Tresse, 1882 (Chatillon sur Seine, Jeanne Robert);
- Enrico Becque, I corvi: commedia in quattro atti, Milano, Fratelli Treves, 1895;
- Henry Becque, I corvi, a cura di Paolo Grassi, Milano, Ballo Editori, 1945;
- Henry Becque, Teatro e polemiche, traduzione e introduzione di Adriano Magli, 2 voll., Roma, Bulzoni, 1967 (contiene I corvi, La spola, Le donne oneste, La parigina, Vedova!, La partenza);
- Henry Becque, I corvi, a cura di Giovanni Borgia, Torino, UTET, 1968;
- Henry Becque, I corvi, copione dello spettacolo del Teatro della Tosse, andato in scena al teatro Alcione di Genova il 17 gennaio 1980, Genova, 1980;
- Henry Becque, I corvi, videocassetta (VHS) (108 min. b/n) dell'edizione trasmessa dalla RAI nel 1969 (interpreti: Paolo Stoppa (Teissier); Rina Morelli (La signora Vigneron); Renzo Ricci (Vigneron); Tino Carraro (Bourdon); Marina Dolfin (Giuditta); Ileana Ghione (Maria); Mario Pisu (Lefort); Lina Volonghi (La signora de Saint Genis); Lucia Scalera (Bianca); Consalvo Dell'Arti (Augusto); Andrea Lala (Merchens); Paolo Todisco (Un medico); Emma Fedeli (Rosalia); Ugo Pagliai (Duouis). Scene e arredamenti: Maurizio Mammì; Luci: Rodolfo Lombardi; Costumi: Maria Teresa Palleri Stella; Assistente alla regia: Annamaria Dondi; regia: Sandro Bolchi);
- Henry Becque, I corvi, a cura di Federico Filippo Fagotto e Michele Lavazza, Milano, La Tigre di Carta, 2017, ISBN 978-88-942193-1-9.